# Европейский боксёрский союз
Европейский боксёрский союз ( EBU, European Boxing Union) — боксёрская организация Европы, признающая чемпионов Европы по боксу.
Основана как Международный боксёрский союз (IBU, International Boxing Union) в Париже в 1910 году. Признавала титулы чемпионов мира, составив конкуренцию Национальной боксёрской организации (NBA, с 1963 года переформировалась в WBA) в США. IBU стала EBU в 1946 году.
Чемпионский титул EBU считается важным, хоть и не необходимым, этапом на пути к титулу чемпиона мира одной из важнейших мировых боксёрских организаций: WBA, WBC, IBF и WBO. EBU связан с WBC: чемпионы Европы как правило сразу поднимаются в рейтингах WBC.

## Члены
- Австрия — Федерация бокса Австрии
- Белоруссия — Белорусская федерация профессионального бокса
- Бельгия — Королевская федерация бокса Бельгии
- Болгария — Профессиональный боксёрский союз Болгарии
- Босния и Герцеговина — Федерация профессионального бокса Боснии и Герцеговины
- Великобритания — Британский совет по контролю за боксом
- Венгрия — Федерация профессионального бокса Венгрии
- Германия — Немецкий союз профессиональных боксёров
- Греция — Ассоциация профессионального бокса Греции
- Грузия — Профессиональный боксёрский союз Грузии
- Дания — Федерация профессионального бокса Дании
- Ирландия — Боксёрский союз Ирландии
- Испания — Федерация бокса Испании
- Италия — Федерация бокса Италии
- Казахстан — Казахстанская федерация профессионального бокса
- Республика Косово — Федерация профессионального бокса Косово
- Латвия — Федерация профессионального бокса Латвии
- Люксембург — Федерация бокса Люксембурга
- Республика Македония — Федерация профессионального бокса Македонии
- Мальта — Ассоциация бокса Мальты
- Монако — Федерация бокса Монако
- Нидерланды — Ассоциация профессионального бокса Нидерландов
- Польша — Департамент профессионального бокса Польши
- Россия — Федерация бокса России
- Сербия — Федерация профессионального бокса Сербии
- Словакия — Федерация профессионального бокса Словакии
- Украина — Национальная лига профессионального бокса Украины
- Финляндия — Ассоциация профессионального бокса Финляндии
- Франция — Федерация бокса Франции
- Хорватия — Спортивная федерация профессионального бокса Хорватии
- Черногория — Ассоциация профессионального бокса Черногории
- Чехия — Чешский союз профессиональных боксёров
- Швейцария — Федерация бокса Швейцарии
- Швеция — Комиссия профессионального бокса Швеции
- Эстония — Федерация бокса Эстонии

## Чемпионы
| Весовая категория:     | Чемпион:          | Дата завоевания: |
| ---------------------- | ----------------- | ---------------- |
| Наилегчайший вес       | Коннор Батлер     | 9 июня 2023      |
| Легчайший вес          | Томас Эссомба     | 20 мая 2023      |
| Второй легчайший вес   | Лиам Дэвис        | 19 ноября 2022   |
| Полулёгкий вес         | Мауро Форте       | 5 мая 2023       |
| Второй полулёгкий вес  | Хуан Феликс Гомес | 5 мая 2023       |
| Лёгкий вес             | Гэвин Гвин        | 1 декабря 2023   |
| Первый полусредний вес | Адам Азим         | 18 ноября 2023   |
| Полусредний вес        | Джорди Вайсс      | 3 октября 2023   |
| Первый средний вес     | Милан Прат        | 18 ноября 2022   |
| Средний вес            | Тайлер Денни      | 18 ноября 2023   |
| Второй средний вес     | Кевин Леле Саджо  | 18 декабря 2021  |
| Полутяжёлый вес        | Вакантный         |                  |
| Первый тяжёлый вес     | Михал Цесляк      | 22 апреля 2023   |
| Тяжёлый вес            | Агит Кабайел      | 4 марта 2023     |

| Весовая категория:      | Чемпион:       | Дата завоевания: |
| ----------------------- | -------------- | ---------------- |
| Минимальный вес         | Изабель Риверо | 15 декабря 2023  |
| Первый наилегчайший вес | Габриэла Тимар | 14 апреля 2023   |
| Наилегчайший вес        | Хлоя Уотсон    | 1 декабря 2023   |
| Второй наилегчайший вес | Лорен Паркер   | 2 декабря 2023   |
| Легчайший вес           | Жоанна Вонью   | 5 мая 2023       |
| Второй легчайший вес    | Лаура Грзиб    | 7 октября 2023   |
| Полулёгкий вес          | Шейла Мартинес | 24 февраля 2023  |
| Второй полулёгкий вес   | Вакантный      |                  |
| Лёгкий вес              | Рианнон Диксон | 30 сентября 2023 |
| Первый полусредний вес  | Флора Пили     | 5 мая 2023       |
| Полусредний вес         | Ди Аллен       | 3 ноября 2023    |

## Руководство
Президент —  Боб Логист.
Вице-президенты —  Пертти Августин,  Чарльз Джайлс
Генеральный секретарь —  Энза Джакопони